# John L. Casti

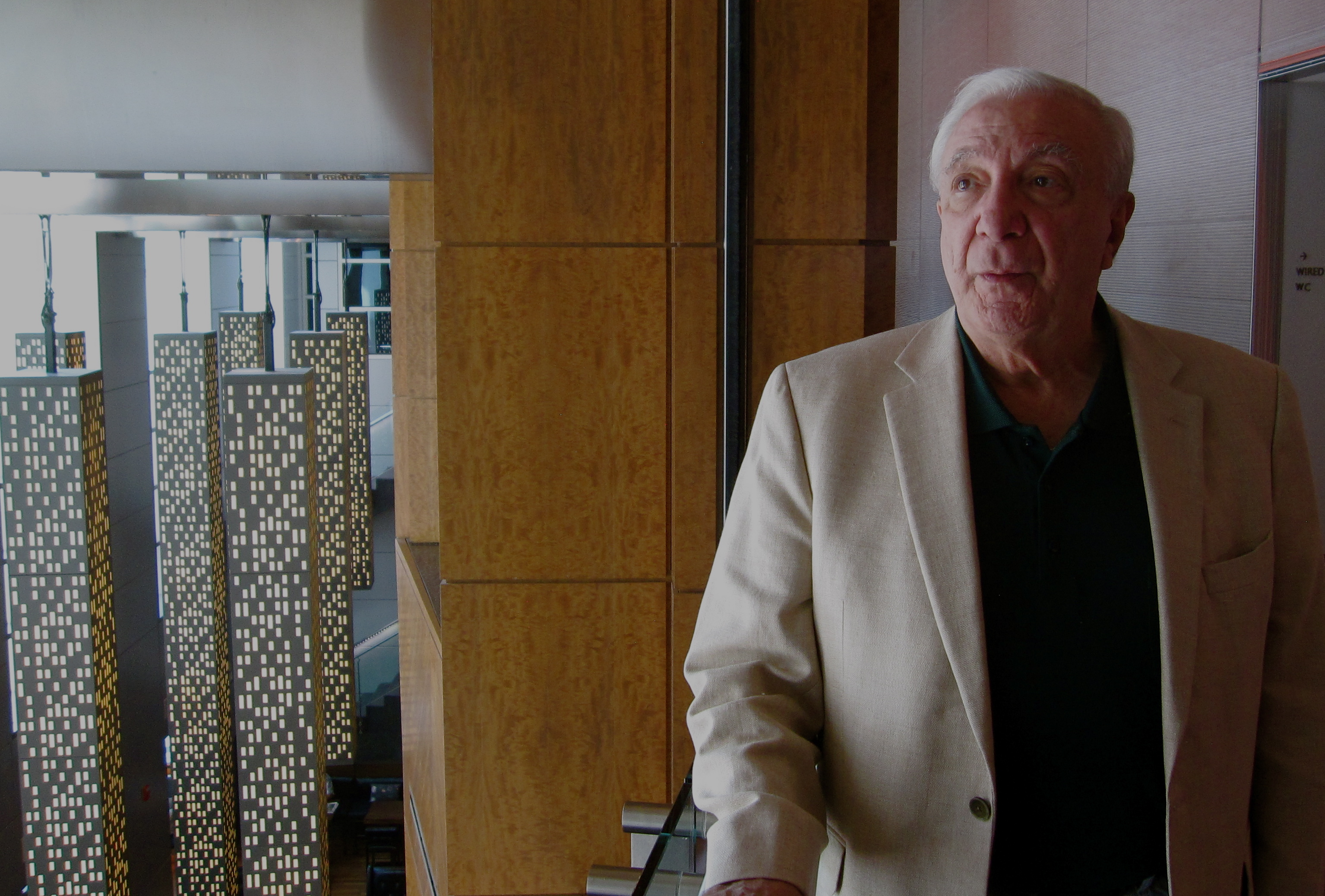
John Casti (2014)

John Louis Casti (* 1943 in Portland, Oregon) ist ein amerikanischer Mathematiker.

## Leben
Casti studierte Mathematik und wurde 1970 an der University of Southern California mit der Schrift  Invariant Imbedding and the Solution of Fredholm Integral Equations with Displacement Kernels promoviert.
Er arbeitete für die RAND Corporation und an der University of Arizona, bevor er 1974 dem Forschungsstab des Internationalen Instituts für Angewandte Systemanalyse in Wien beitrat. Seit 1986 ist Casti Professor für Operations Research und Systemtheorie am Institut für Ökonometrie, Operations Research und Systemtheorie an der Technischen Universität Wien.
Mit seinem Werk „Die großen Fünf – Mathematische Theorien, die unser Jahrhundert prägten“ wurde er 1996 international bekannt. Sein Werk „Das Cambridge Quintett“ mit wissenschaftlichen Spekulationen regte 2000 zu einer weltweiten Diskussion an. In den Jahren 2002 und 2004 wurde er des Plagiats überführt, und ein Buch sowie ein Artikel in einer Fachzeitschrift von ihm aufgrund dessen zurückgezogen.

## Werke
- Complexity, Language, and Life. Mathematical Approaches. (Mit-Herausgeber) 1986.
- Newton to Aristotle. Toward a Theory of Models for Living Systems. (Mit-Herausgeber) 1989.
- Paradigms lost. Images of man in the mirror of science. Harpner Perennial 1990. deutsch: Verlust der Wahrheit. Streitfragen der Naturwissenschaften. München 1990. als Taschenbuch: Verlust der Wahrheit. Naturwissenschaft in der Diskussion. München 1992.
- Die großen Fünf. Mathematische Theorien, die unser Jahrhundert prägten. 1996.
- Das Cambridge Quintett. Heyne, München 2000, ISBN 3-453-16061-4.
- Szenarien der Zukunft. Was Wissenschaftler über die Zukunft wissen können. 2001.
- Mood Matters: From Rising Skirt Lengths to the Collapse of World Powers. 2010, ISBN 978-3-642-04834-0.
- Der plötzliche Kollaps von allem: Wie extreme Ereignisse unsere Zukunft zerstören können. 2012, ISBN 978-3-492-05549-9.